# سسک جنگلی نوک‌دراز
سسک جنگلی نوک‌دراز (نام علمی: Artisornis moreaui) نام یک گونه از تیره سبدنشینان است.
این گونه پرنده در قسمت‌هایی از موزامبیک و تانزانیا حضور دارد. زیستگاه طبیعی این گونه جنگل‌های کوهستانی می‌باشد. این پرنده با خطر تخریب زیستگاه رو به رو شده‌است.